# Agustín Canapino

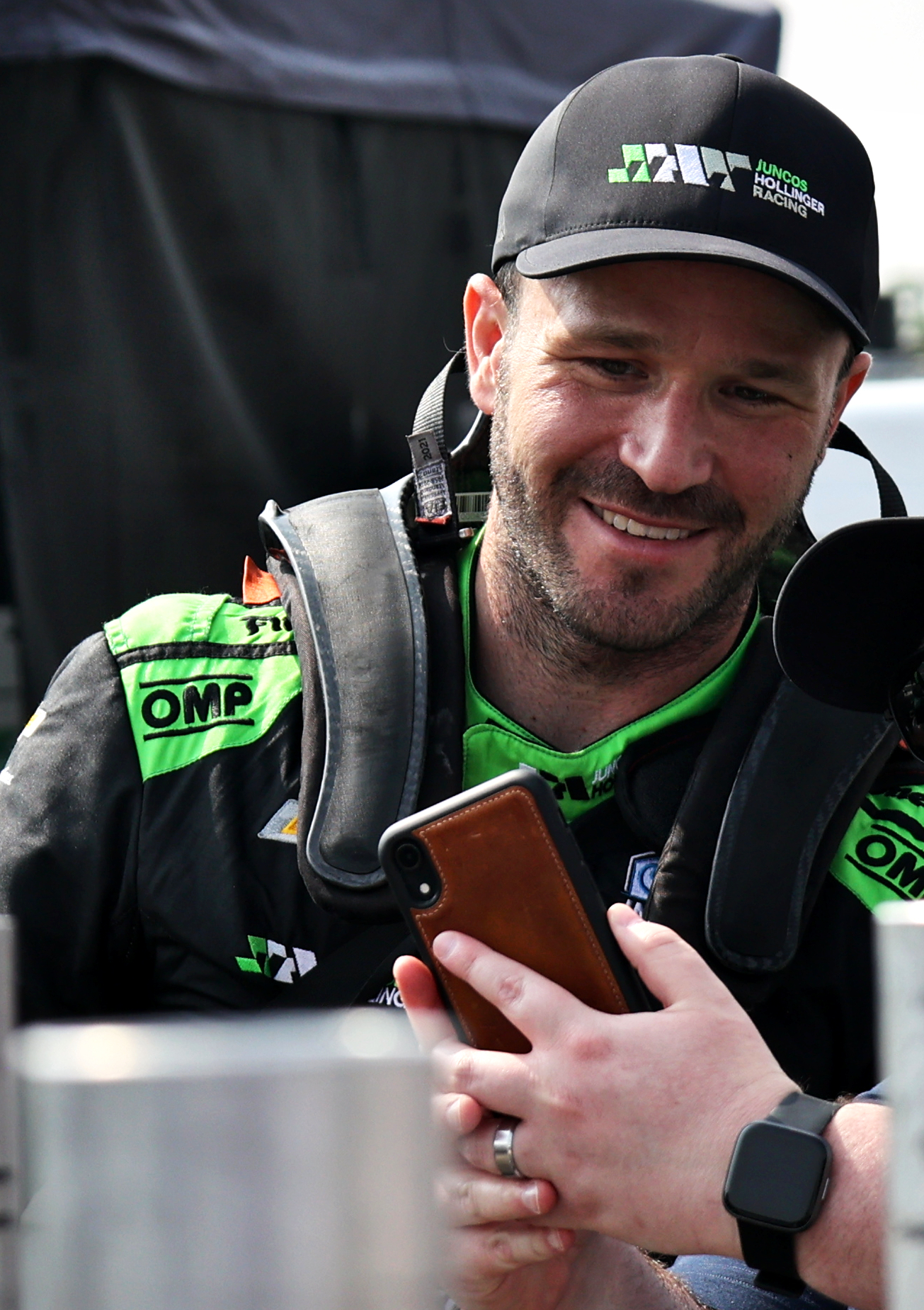
Agustín Canapino

Agustín Hugo Canapino (* 19. Januar 1990 in Arrecifes) ist ein argentinischer Automobilrennfahrer.

## Karriere
Canapino begann seine Karriere 2005. Er fuhr in verschiedenen Tourenwagenserien in Argentinien, Brasilien und den USA, er gewann einige Meistertitel. Im Jahr 2019 holte ihn Juncos Hollinger Racing, vormals Junocs Racing, ins Team. Dort bestritt er, zusammen mit Will Owen, René Binder und Kyle Kaiser, zwei Läufe zur IMSA-SportsCar-Serie. Beim 24-Stunden-Rennen von Daytona belegten sie den achten Rang.
Nach Testfahrten gab Canapino, ebenfalls bei Juncos Hollinger Racing, sein Debüt in der IndyCar Series 2023.

## Privat
Im Jahr 2018 erhielt Canapino die Auszeichnung Argentiniens Sportler des Jahres (span. Premios Olimpia). Sein Vater und Förderer Alberto Canapino starb am 15. Februar 2021 an COVID-19. Canapino hat einen jüngeren Bruder, Matías fährt in Argentinien Tourenwagenrennen.

## Statistik

### Einzelergebnisse in der IndyCar Series
| Jahr | Team                    | 1   | 2   | 3   | 4   | 5    | 6    | 7   | 8   | 9   | 10   | 11   | 12   | 13  | 14  | 15   | 16   | 17  | 18 | 19 | Punkte | Rang |
| ---- | ----------------------- | --- | --- | --- | --- | ---- | ---- | --- | --- | --- | ---- | ---- | ---- | --- | --- | ---- | ---- | --- | -- | -- | ------ | ---- |
| 2023 | Juncos Hollinger Racing | STP | TXS | LBH | ALA | IMS  | INDY | DET | ROA | MDO | TOR  | IOW1 | IOW2 | NSH | IMS | GAT  | POR  | LAG |    |    | 180    | 21.  |
| 2023 | Juncos Hollinger Racing | 12  | 12  | 25L | 26  | 21   | 26   | 14  | 19  | 23  | 12   | 16   | 26   | 20  | 21  | 22   | 26   | 14  |    |    | 180    | 21.  |
| 2024 | Juncos Hollinger Racing | STP | LBH | ALA | IMS | INDY | DET  | ROA | LAG | MDO | IOW1 | IOW2 | TOR  | GAT | POR | MIL1 | MIL2 | NSH |    |    | 109    | 27.  |
| 2024 | Juncos Hollinger Racing | 16  | 15  | 20  | 21  | 22   | 12   |     | 18  | 22  | 27   | 25   | 26   |     |     |      |      |     |    |    | 109    | 27.  |

Legende

### Sebring-Ergebnisse
| Jahr | Team          | Fahrzeug         | Teamkollege | Teamkollege | Platzierung | Ausfallgrund |
| ---- | ------------- | ---------------- | ----------- | ----------- | ----------- | ------------ |
| 2019 | Juncos Racing | Cadillac DPi-V.R | Will Owen   | René Binder | Rang 32     |              |